# Andrena alutacea
Andrena alutacea is een vliesvleugelig insect uit de familie Andrenidae. De wetenschappelijke naam van de soort is voor het eerst geldig gepubliceerd in 1942 door Stoeckhert.